# Error 93
Error 93 es el segundo álbum de estudio del cantante y rapera argentina Cazzu. Fue lanzado el 3 de junio de 2019, a través de Rimas Entertainment. El álbum es un registro de trap, hip hop y reguetón. Fue producido principalmente por YTBM y también cuenta con la producción de La Paciencia. El álbum cuenta con apariciones de Dalex, Lyanno, Rauw Alejandro y el grupo de trap Modo diablo, compuesto por Duki, Neo Pistea e YSY A.
El día anterior a su lanzamiento, Cazzu anunciaba, a través de una publicación en sus redes sociales, que a la medianoche editaría "Error 93" sin brindar ninguna información extra. Lo que la mayoría esperaba fuese un tema terminó siendo un disco. A las 00:00 de ese lunes 3 de junio, su segundo álbum ya estaba disponible en plataformas digitales. Con 10 canciones completamente nuevas, animándose a explorar su lado más oscuro y soft a la vez.

## Estilo y composición
En Error 93, Cazzu se abre sobre el amor, el engaño y la independencia. La cantante escribió cada una de las diez canciones por su cuenta. Según Jessica Roiz de Billboard,"el álbum la establece como un acto urbano bien redondeado que puede tocar con ritmos trap y hip-hop, como se escucha en "Mucha Data", y también soltar ardientes canciones de reggaetón/perreo de la vieja escuela, como se escucha en "Rally" y "Al Reves"".
El primer sencillo de Error 93 fue "Visto a las 00:00" (en Spotify se encuentra subido simplemente como "00:00"), una pista urbana sensual sobre cómo iniciar una relación desde cero, donde se relata la transformación de una mitad de Cazzu en ángel. Se trata del tema que abre el disco, aunque la artillería pesada se encuentra recién al final.
En cuanto al proceso creativo, Cazzu dijo: "Me senté con mi productor y escuchamos muchos álbumes. Uno de los álbumes que más escuchamos fue Badlands, (de la cantante y compositora estadounidense Halsey). Me encanta poder fusionar algunos de los sonidos que utiliza para crear música urbana. Jeremih es otro artista cuyo flujo y forma de cantar y componer música trato de incorporar. Simplemente estoy tratando de crear lo que esta esencialmente en mi cerebro."

## Lista de canciones
| No. | Título                                                 | Escritores                                                                   | Productores  | Duración |
| --- | ------------------------------------------------------ | ---------------------------------------------------------------------------- | ------------ | -------- |
| 1.  | "Visto a las 00:00"                                    | Julieta Cazzucheli                                                           | YTBM         | 3:01     |
| 2.  | "Mucha Data"                                           | Cazzucheli                                                                   | YTBM         | 2:34     |
| 3.  | "Rally"                                                | Cazzucheli                                                                   | YTBM         | 2:45     |
| 4.  | "Penas y Problemas"                                    | Cazzucheli                                                                   | YTBM         | 3:16     |
| 5.  | "Mentiste"                                             | Cazzucheli                                                                   | YTBM         | 3:32     |
| 6.  | "Al Revés"                                             | Cazzucheli                                                                   | YTBM         | 2:21     |
| 7.  | "Ya No Quiero"                                         | Cazzucheli                                                                   | La Paciencia | 2:54     |
| 8.  | "Fuego"                                                | Cazzucheli                                                                   | YTBM         | 2:09     |
| 9.  | "Nada" (con Rauw Alejandro and Lyanno featuring Dalex) | - Cazzucheli - Raúl Ocasio - Edgardo Cuevas - Pedro Daleccio - Yael Gonzalez | YTBM         | 5:05     |
| 10. | "La Clase" (con Duki, Neo Pistea featuring YSY A)      | - Cazzucheli - Mauro Lombardo - AIejo Acosta - Sebastián Chillenato          | YTBM         | 4:27     |
|     |                                                        |                                                                              |              |          |

## Posicionamiento en listas
| País (Lista 2019)   | Posición más alta |
| ------------------- | ----------------- |
| España (PROMUSICAE) | 84                |

## Premios y nominaciones
| Año  | Premio                   | Categoría                | Resultado | Ref.  |
| ---- | ------------------------ | ------------------------ | --------- | ----- |
| 2020 | Premios Tu Música Urbano | Álbum del año – femenino | Nominado  | [ 3 ] |